# Kanton Ressons-sur-Matz
Der Kanton Ressons-sur-Matz war bis 2015 ein französischer Wahlkreis im Arrondissement Compiègne, im Département Oise und in der Region Picardie; sein Hauptort war Ressons-sur-Matz. Vertreter im Generalrat des Départements war zuletzt von 1997 bis 2015 Joseph Sanguinette.
Der Kanton Ressons-sur-Matz war 165,88 km² groß und hatte 11.134 Einwohner (Stand: 2006).

## Gemeinden
Der Kanton bestand aus 24 Gemeinden:
| Gemeinde                | Einwohner Jahr | Fläche km² | Bevölkerungsdichte | Code INSEE | Postleitzahl |
| ----------------------- | -------------- | ---------- | ------------------ | ---------- | ------------ |
| Antheuil-Portes         | 416 (2013)     | –          | – Einw./km²        | 60019      | 60162        |
| Baugy                   | 285 (2013)     | –          | – Einw./km²        | 60048      | 60113        |
| Belloy                  | 90 (2013)      | –          | – Einw./km²        | 60061      | 60490        |
| Biermont                | 176 (2013)     | –          | – Einw./km²        | 60071      | 60490        |
| Boulogne-la-Grasse      | 467 (2013)     | –          | – Einw./km²        | 60093      | 60490        |
| Braisnes-sur-Aronde     | 170 (2013)     | –          | – Einw./km²        | 60099      | 60113        |
| Conchy-les-Pots         | 663 (2013)     | –          | – Einw./km²        | 60160      | 60490        |
| Coudun                  | 919 (2013)     | –          | – Einw./km²        | 60166      | 60150        |
| Cuvilly                 | 616 (2013)     | –          | – Einw./km²        | 60191      | 60490        |
| Giraumont               | 517 (2013)     | –          | – Einw./km²        | 60273      | 60150        |
| Gournay-sur-Aronde      | 592 (2013)     | –          | – Einw./km²        | 60281      | 60190        |
| Hainvillers             | 87 (2013)      | –          | – Einw./km²        | 60294      | 60490        |
| Lataule                 | 111 (2013)     | –          | – Einw./km²        | 60351      | 60490        |
| Margny-sur-Matz         | 527 (2013)     | –          | – Einw./km²        | 60383      | 60490        |
| Marquéglise             | 500 (2013)     | –          | – Einw./km²        | 60386      | 60490        |
| Monchy-Humières         | 683 (2013)     | –          | – Einw./km²        | 60408      | 60113        |
| Mortemer                | 212 (2013)     | –          | – Einw./km²        | 60434      | 60490        |
| Neufvy-sur-Aronde       | 277 (2013)     | –          | – Einw./km²        | 60449      | 60190        |
| La Neuville-sur-Ressons | 224 (2013)     | –          | – Einw./km²        | 60459      | 60490        |
| Orvillers-Sorel         | 505 (2013)     | –          | – Einw./km²        | 60483      | 60490        |
| Ressons-sur-Matz        | 1.653 (2013)   | –          | – Einw./km²        | 60533      | 60490        |
| Ricquebourg             | 254 (2013)     | –          | – Einw./km²        | 60538      | 60490        |
| Vignemont               | 416 (2013)     | –          | – Einw./km²        | 60675      | 60162        |
| Villers-sur-Coudun      | 1.382 (2013)   | –          | – Einw./km²        | 60689      | 60150        |